# Yohannes al IV-lea al Etiopiei
Yohannes al IV-lea (în alfabetul Ge'ez ዮሓንስ Yōḥānnis, n. 11 iulie 1831 – d. 10 martie 1889), născut Lidj Kassay Mercha, a fost împărat al Etiopiei din 1872 și până la moartea sa. El era cunoscut și sub numele de cavalerul Abba Bezbez.
Yohannes s-a născut prin 1837 la Mai Beha, un oraș din Tigray, în nordul Imperiului Etiopian. A învățat, în parte, cu tatăl său,Mercha, Shum-ul din Tembien.
Prima funcție însemnată de el a ocupat-o în anii 1860, când colaborase cu împăratul (Negusse Negest) Tewodros al II-lea în pacificarea regiunii Tigray, și drept urmare a fost numit guvernatorul acesteia. Cu timpul, el s-a distanțat de împărat, iar apoi s-a revoltat pe față împotriva acestuia la finele anilor 1860. Kassay a cooperat cu britanicii în cursul expediției militare a acestora care a dus la detronarea împăratului în 1868. În același an, el a început să-și pregătească oastea pentru a-l înfrunta pe noul suveran, Tekle Giyorgis al II-lea. Acesta a hotărât să-l supună, dar Kassay a reușit să-l înfrângă în două rânduri.
La 21 ianuarie 1872 Kassay Mercha a fost încoronat ca Negusse Negest, Împărat al Împăraților al Etiopiei, sub numele de Yohannes al IV-lea. El a continuat acțiunea de unificare a țării, începută de Tewodros al II-lea, dar într-o manieră diferită. Favorabil unității țării, el a lăsat totuși șefilor locali, o anumită margine de libertate, și s-a străduit cât a putut, să  mențină echilibrul politico-militar dintre guvernatorii diverselor provincii.
În afara unirii politice, el s-a atașat puternic de cauza unității religioase sub conducerea Bisericii ortodoxe etiopiene și s-a lansat în mai multe campanii de convertire a populației la creștinism. El a combătut în același timp și activitatea misionarilor străini, pe care i-a perceput ca pe un braț religios al diplomației puterilor europene.
Yohannes al IV-lea a fost și el un apărător al independenței etiopiene. După deschiderea Canalului de Suez în 1869, Etiopia a devenit ținta mai multor planuri de invazie străină. Primul război pe care Etiopia a fost nevoită să-l susțină,  a fost cel contra Egiptului, care la începutul anilor 1870 își extinse deja influența până în Cornul Africii. În ciuda unei superiorități tehnice a egiptenilor, Yohannes al IV-lea i-a înfrânt în bătăliile de la Gundet și Gura. Un al doilea conflict în 1887 a izbucnit cu italienii,care erau prezenți la Metsewa din anul 1885.
După o primă victorie italiană în 1887, Ras Alula Engida, un  iscusit general al împăratului, i-a biruit și pe aceștia în lupta de la Dogali, obligându-i să se retragă spre coastă.   
În sfârșit, în 1889, Yohannes a vrut să pună capăt incursiunilor armate ale Mahdiștilor sudanezi care loveau populațiile etiopiene din nord-vest.
La 9 martie 1889 el a ieșit în fruntea unei mari armate înspre Metemna, unde s-a produs înfruntarea cu inamicii musulmani.
În cursul luptei, împăratul a fost rănit de două ori. În ziua următoare el a murit în urma rănilor. 
Dacă lupta pentru unificarea țării a fost în vremea sa mai puțin impresionantă decât în zilele lui Tewodros, politica sa nu a fost mai puțin reușită. Domnia sa a pregătit terenul pentru lupta pe care a dus-o apoi Menelik al II-lea împotriva ofensivei coloniale italiene.În ochii etiopienilor, și Yohannes al IV-lea rămâne un suveran care a fost devotat credinței și patriei, pentru care a știut să-si dea și viața.

## Copilăria
Yohannes s-a născut în provincia Enderta, fiul lui Mercha, Shum (guvernator) al provincie Tembien, și al soției sale Woizero („Damă”) Silass Dimtsu (Amata Selassie), fiica Dejazmach-ului (duce) Dimtsu Debbab din Enderta, nepotul puternicului Ras Wolde Selassie din Enderta. Prin linia bunicii dinspre tată, Yohannes putea revendica descendență solomonidă; bunica dinspre tată era Woizero Workewoha KaleKristoss din Adwa, nepoata lui Ras Mikael Sehul, și a soției sale Aster Iyasu, fiica împărătesei Mentewab și a amantului ei Melmal Iyasu.
Yohannes avea descendență solomonidă mai îndepărtată prin familia din Tembien a tatălui său, tot printr-o legătură feminină. Tatăl Amatei Selassie, Dimtsu din Endarta, făcea parte din familia care deținea puterea în Tigray în secolele al XVIII-lea și al XIX-lea, iar mama ei provenea din linia aristocratică a Shumilor din Agame.

## Venirea la putere
Yohannes, cunoscut atunci drept Comandant al Porții (Dejazmach) Kassai, era dușman declarat al împăratului Tewodros al II-lea, și a susținut forțele britanice sosite să-l învingă pe acesta în 1868. În semn de recunoștință, britanicii i-au dat lui Yohannes, care pe atunci purta titlul de Dejazmach Kassai, un mare număr de arme de foc după retragerea de după victoria de la Amba Mariam (Magdala). Astfel, el a reușit să controleze provincia Tigray, devenind unul dintre cei mai puternici trei prinți din Etiopia (ceilalți fiind Wagshum Gobeze din Lasta și Wag (viitorul împărat Emperor Tekle Giyorgis al II-lea), precum și Regele (Negus) Menelek din Shewa viitorul împărat Menelek al II-lea). Toți trei râvneau să devină unic conducător, revendicând descendența din dinastia solomonidă. Rivalitatea Dejazmach-ului Kassai cu Wagshum a fost complicată de faptul că sora lui, Dinqinesh Mercha, era căsătorită cu Wagshum Gobeze. După doar cinci ani, Wagshum Gobeze a jucat rolul militar decisiv în a se asigura că Dejazmach Kassai își învinge rivalii și devine figura proeminentă din Tigray. Noua lor rivalitate era nepotrivită pentru amândoi la nivel personal.

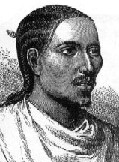
Desen european cu Yohannes al IV-lea

În 1868, Wagshum Gobeze s-a proclamat împărat sub numele de Tekle Giyorgis al II-lea al Etiopiei la Soqota în districtul Wag. Întrucât Abuna al Bisericii Ortodoxe Etiopiene murise de puțin timp, și nimeni nu putea încorona noul împărat. Într-un efort de a-l face pe Kassai să-i recunoască titlul, Tekle Giyorgis și-a făcut cumnatul „Re-ese Mekwanint” („primul între nobili”). Dejazmach Kassai a început imediat să folosească titlul, dar nu i-a recunoscut lui Tekle Giyorgis titlul de împărat și a refuzat să-i dea omagiu.
După ce și-a consolidat poziția prin obținerea sprijinului lui Adal din Gojjam și a Regelui Menelik din Shewa, prin căsătorie, precum și după ce a controlat Wollo prin forță, Tekle Giyorgis a trecut râul Takazze în Tigray în 1871 într-o campanie împotriva lui Kassai. Bazându-se pe pregătirea dată de aventurierul britanic John Kirkham soldaților săi, și considerabila cantitate de arme lăsate lor de expediția britanică ce l-a învins pe împăratul Tewodros al II-lea, Dejazmach Kassai s-a ciocnit cu împăratul la Adwa la 11 iulie 1871, luându-l prizonier și detronându-l. Împăratul Tekle Giyorgis a murit anul următor în prizonierat. După moartea lui Tekle Giyorgis, văduva sa, împărăteasa Dinkinesh Mercha, s-a stabilit la Mekele la curtea fratelui ei, noul împărat Yohannes al IV-lea, și a continuat să dețină titlul de împărăteasă în tot cursul domniei lui.
Kassai se pregătise pentru această zi, și avea fonduri strânse pentru a-l plăti pe patriarhul Bisericii Copte din Alexandria săă numească un nou arhiepiscop al Bisericii Etiopiei, în locul lui Abuna Salama care a murit în 1867. Patriarhul Chiril al V-lea i l-a trimis pe Abuna Atnatewos, care a sosit în iunie 1869.
La 12 ianuarie 1872, Atnatewos l-a încoronat pe Kassai la Axum. El a luat numele și titlul de împărat, devenind primul împărat încoronat în acest oraș istoric de la Fasilides în 1632. Adal din Gojjam s-a supus curând lui Yohannes și l-a recunoscut ca Împărat. Adal a fost răsplătit cu titlurile de Ras și Rege (Negus) al Gojjamului. Adal a primit și numele de Tekle Haymanot Tessemma.